# شیل اینگ روکه
شیل اینگ روکه (انگلیسی: Kjell Inge Røkke؛ زادهٔ ۲۵ اکتبر ۱۹۵۸) تاجر اهل نروژ است.